# Isaac Dounaïevski
Isaac Ossipovitch Dounaïevski (en russe : Исаак Осипович Дунаевский), né le 30 janvier 1900 à Lokhvitsia, dans le gouvernement de Poltava (Empire russe, aujourd'hui en Ukraine) et mort le 25 juillet 1955 à Moscou (Union soviétique), est un compositeur soviétique.
Il fut l'auteur de plus de douze opérettes, de musiques de ballet, de films et de chansons populaires de l'époque. Il était artiste du Peuple de la RSFS de Russie et l'auteur de l'hymne de Moscou, Mon Moscou.

## Biographie
Isaac Dounaïevski naquit dans une famille mélomane d'origine juive. Son père Joseph Simonovitch, modeste employé de banque, à Lokhvitsa, aimait chanter et sa mère Rosalie Isaakovna, jouait du piano. Son grand-père était chantre à la synagogue. Les autres enfants de la famille, cinq, jouaient tous d'un instrument.
En 1910, la famille s'installa à Kharkov, où Isaac sortit du lycée en 1918 avec la médaille d'or. Il entra ensuite au conservatoire de Kharkov dans la classe de violon de Iossif Akhron (1886-1943). Pendant ces années troubles, il fit partie d'un orchestre et à partir de 1920 il devint chef d'orchestre et compositeur au théâtre d'art dramatique russe de Kharkov. Il composa entre autres la musique d'un spectacle Le Mariage de Figaro.
Il partit pour Moscou en 1924 et travailla pendant deux ans au théâtre de l'Ermitage, puis de 1926 à 1929 au théâtre Satirique de Moscou. C'est ici que furent montées ses premières opérettes, comme Les Fiancés ou Les Couteaux.
Isaac Dounaïevski s'installa en 1929 à Léningrad. Il devint compositeur et chef d'orchestre principal au Music-Hall de Léningrad et commença sa collaboration avec Léonid Outiossov. Grigori Aleksandrov et lui-même furent alors les créateurs soviétiques d'un genre devenu en vogue en Union soviétique comme ailleurs, celui de la comédie musicale au cinéma. Le film Les joyeux garçons, sorti en 1934 et dont il composa la musique, connut un succès immense dans tout le pays, ainsi que les films suivants Le Cirque (1936), Volga Volga (1938). Il assiste Reinhold Glière, le directeur du comité d'organisation (ORGKOMITET) de l'Union des compositeurs soviétiques. De 1937 à 1941, il dirige l'Union des compositeurs de Léningrad. Il devenait un artiste officiel et reconnu. C'est à cette époque aussi qu'il fit la connaissance de Boulgakov.
Lorsque la guerre éclata en 1941, il se produisit un peu partout en Union soviétique, dirigea des spectacles pour les cheminots soviétiques et se fit encore plus connaître pour soutenir le moral de la population. Il mit entre autres en musique le Chant de Kakhovka de Mikhaïl Svetlov écrit en 1935, qui devint extrêmement populaire. Il composa le fameux chant Mon Moscou, en 1941. Il retourna en 1943 à Moscou, Léningrad étant totalement soumise au blocus de la Wehrmacht.
Il composa en 1947 la musique du film Le Printemps et en 1950, celle du film de Pyriev Les Cosaques de Kouban, qui fut critiqué par la suite par Khrouchtchev.
Dounaïevski mourut le 25 juillet 1955 à Moscou et fut enterré au cimetière de Novodevitchi. De son mariage avec Zinaïda Soudeïkina, il avait eu un fils, Evgueny (1932) et de sa liaison avec la ballerine Zoïa Pachkova, un fils Maxime (1945), compositeur lui-aussi.

## Hommages
L'astéroïde (4306) Dunaevskij est nommé en son honneur.

## Sources
- Traduction partielle de l'article Wikipedia en russe